# Туфаил, Мохаммед
Мохаммед Туфаил (англ. Mohammad Tufail) (1914-17 августа 1958), родился в Британской Индии, в городе Хошиарпур. Погиб во время перестрелки с индийскими солдатами в Восточном Пакистане. Посмертно награждён высшей военной наградой Пакистана — Нишан-я-Хайдер. Единственный, кто получил столь высокую награду за участие в пограничной перестрелке, а не в одной из индо-пакистанских войн.

## Биография
В 1943 году Туфаил Мохаммед вступил в ряды пакистанских вооружённых сил. Он сделал выдающуюся карьеру в войсках, окончил высшее военное учреждение, получил звание майора. В 1958 году Мохаммеда перевели служить в Восточный Пакистан, где он стал командиром роты.
7 августа 1958 года индийские войска захватили деревню в Восточном Пакистане. Майор Туфаил принял решение справиться с неприятелем силами своей роты. Дождавшись наступления тёмного времени суток, он приказал начать наступление на индийцев. Однако, индийцы раскусили план пакистанцев и открыли шквальный огонь по наступающим войскам. Три пули попали Туфаилу в область живота. Несмотря на сильное кровотечение, он продолжал двигаться вперед и подорвал пулемётное гнездо индийцев гранатой. Когда другой индийский пулемётчик открыл огонь, убив одного из офицеров пакистанцев, Мохаммед Туфаил вновь метко метнул гранату и взорвал пулемёт противника. После прорыва обороны индийцев началась рукопашная схватка. Уже будучи смертельно раненым, истекая кровью, майор Туфаил подкрался к командиру индийцев. Он схватил его за ногу и бросил на землю. После того как индийский офицер упал, Туфаил стал бить его стальным шлемом по лицу. После расправы с индийским офицером, майор продолжал командовать операцией, до тех пор пока индийцы не отступили. Индийские потери составили: четверо убитых, трое попало в плен.
Мохаммед Туфаил потерял много крови и обессиленный упал на землю, а затем встал и сказал своим солдатам «Я выполнил свой долг, враг отступил». Затем он был доставлен в больницу, где и скончался от полученных ран в тот же день.